# Centesimus annus
Centesimus Annus je papeška okrožnica (enciklika), ki jo je napisal papež Janez Pavel II. leta 1991.
Okrožnica je bila izdana ob 100. obletnici Rerum Novarum in spada v skupino dokumentov o katoliški družbeni doktrini.